# Winthemia pinguis
Winthemia pinguis är en tvåvingeart som först beskrevs av Fabricius 1805.  Winthemia pinguis ingår i släktet Winthemia och familjen parasitflugor. Inga underarter finns listade i Catalogue of Life.